# Port lotniczy Thiruvananthapuram
Port lotniczy Thiruvananthapuram (IATA: TRV, ICAO: VOTV) – międzynarodowy port lotniczy położony 3,7 km od Thiruvananthapuram, w stanie Kerala, w Indiach.